# باول باتي
باول باتي (بالإنجليزية: Paul Batty)‏ (9 يناير 1964 - ) هو لاعب كرة قدم بريطاني في مركز الوسط. لعب مع سويندون تاون ونادي إكزتر سيتي ونادي تشيسترفيلد ويوفل تاون ونادي سالزبري سيتي ونادي باث سيتي.